# Aelurillus lutosus
Aelurillus lutosus là một loài nhện trong họ Salticidae.
Loài này thuộc chi Aelurillus. Aelurillus lutosus được Tyschchenko miêu tả năm 1965.